# Gare de Yoshida
La gare de Yoshida (吉田駅, Yoshida-eki) est une gare ferroviaire de la ville de Tsubame, dans la préfecture de Niigata au Japon. Elle est exploitée par la compagnie JR East.

## Situation ferroviaire
La gare est située au point kilométrique (PK) 49,8 de la ligne Echigo et au PK 4,9 de la ligne Yahiko.

## Histoire
La gare a été inaugurée le 25 août 1912. De 1913 à 1959, elle s'est appelée gare de Nishi-Yoshida.

## Service des voyageurs

### Accueil
La gare dispose d'un bâtiment voyageurs, avec guichets, ouvert tous les jours.

### Desserte
- Ligne Echigo :
  - voie 1 : direction Niigata
  - voie 2 : direction Kashiwazaki
- Ligne Yahiko :
  - voie 3 : direction Higashi-Sanjō
  - voie 4 : direction Yahiko